# Sidi Mohammed Ben Daïf
Sidi Mohammed Ben Daïf (arabe : يدي محمد بن ضيف) était un marabout algérien et un rebelle à l'empire colonial français. Élevé au titre de saint (walîy) dont la tombe fait l'objet de visites pieuses, il est l'ascendant direct de la famille Daïfi dont les membres sont propriétaires du mazar où il repose : son ancienne mosquée.
Son sanctuaire est situé au pied du mont Ras El Nador (autrefois Koudiat Nador), dans un Djebana (cimetière) du village de Belkat, localité de Mezdour, et est référencé dans la toponymie occidentale sous le nom "Sidi Mohammed Ben ed Dif".

## Biographie
Sur sa carte d'identité n°2924, créée en 1890 à la suite du recensement préalable de la commune effectué par le commissaire de l'état civil, il est indiqué qu'il serait né dans le courant de l'année 1842 aux environs de Aïn Bessem et qu'il a choisi pour nom de famille "Daïfi".
En 1876, il est exproprié de près de 28 hectares au douar Ouled Sidi Khalifa par les autorités françaises qui projettent d'agrandir Aïn Bessem. Il est refoulé sur les anciennes terres des Beni Yala à Oued El Berdi. Un acte, enregistré aux hypothèques d'Alger et approuvé en 1882, précise que le gouverneur général de l'Algérie lui avait attribué en 1876 pas moins de 51 hectares de terres à l'Oued El Berdi (lot n°6), en compensation de l'expropriation dont il avait été victime pour la colonisation du centre d'Aïn Bessem, alors en cours de peuplement.
En 1878, il est expulsé définitivement de son douar pour avoir déclenché une action politico-religieuse qui causa un trouble à l'ordre public pendant 21 jours à la suite de l'affaire entre l'adjoint Petitain et le caïd Sidi Amar Ben Makhlouf ben Souici. Réprouvé par sa propre famille, il s'expatrie sur les terres familiale de sa seconde épouse et y fonde les Ouled Daïf au pied du Ras El Nador, tout près de Belkat.
Doté d'un certain sens artistique et inspiré par les motifs traditionnels Kabyles, il peint son parcours sur les murs intérieurs de sa modeste mosquée. N'étant pas d'origine Berbère mais Arabe, il n'en maîtrise pas parfaitement les codes et en incorpore des symboles de l'art islamique et soufis.

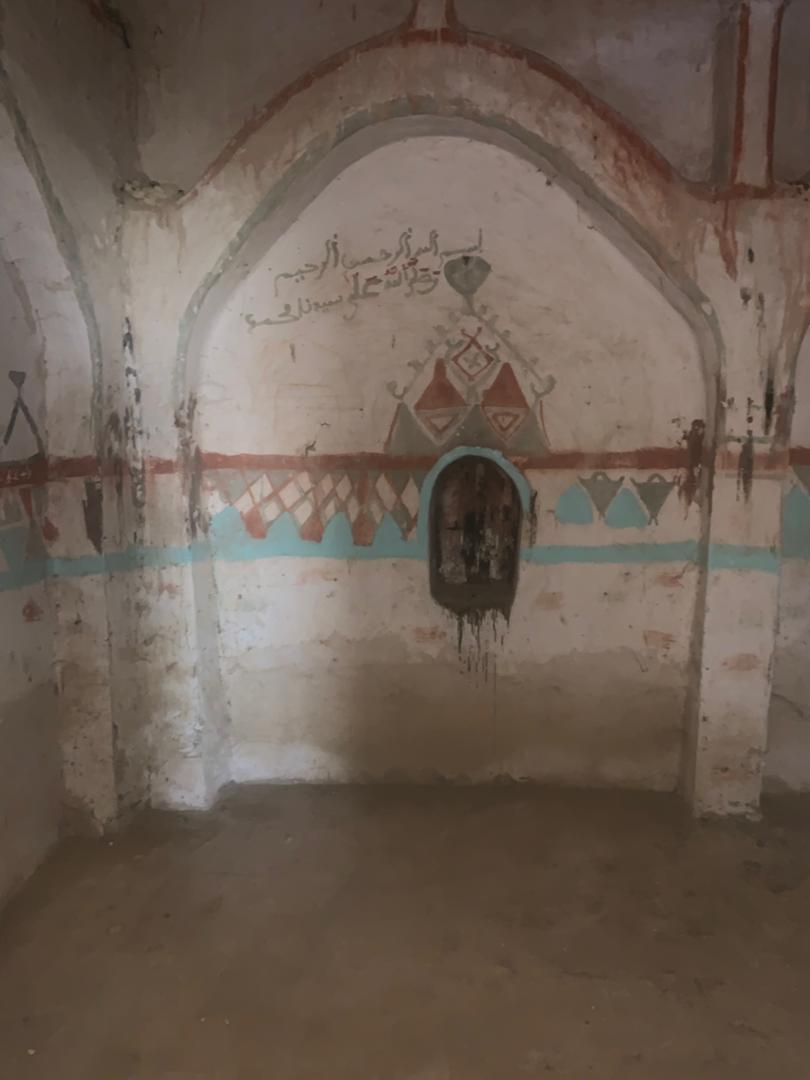
Intérieur du mausolée

D'après la mémoire locale ancienne, il aimait passer du temps au sommet du Nador et serait décédé vers 1900 des suites d'un coup de fourche reçu en pleine poitrine de la part d'un fermier qui avait accaparé une partie de ses parcelles sur la commune de l'Oued El Berdi et qui refusait de quitter les lieux.
L'acte de décès demeure introuvable et il est probable que l'affaire ai été traitée "en privé", sans passer par l'administration coloniale française.

## Membre des Arib
La tribu des Banu Arib est formée d'Arabes qui sont arrivés en Afrique Septentrionale au XIe siècle et qui sont restés dans les régions désertiques du sud de Constantine jusqu'au XIVe siècle au moment où ils se regroupèrent sous le commandement du marabout Sidi Hadjerès. Ils s'installèrent par la suite, définitivement dans la plaine du Hamza et se placèrent à la solde de la Régence d'Alger. Ils sont reconnus depuis des siècles pour être des guerriers et des cavaliers redoutables et belliqueux s'étant attirés les faveurs des Turcs et les foudres des Berbères ainsi que de plusieurs autres tribus arabes rebelles à l'Empire Ottoman. L’émir Abd El-Kader en personne ne parviendra pas à les soumettre afin de les rallier à sa cause contre la France et les considérera comme trop turbulents,.
Les chefs de tentes de cette tribu ont eu la chance de rencontrer le célèbre explorateur militaire français Ernest Carette lors de son exploration scientifique de l'Algérie en 1840 et 1841. Cette entrevue unique a permis de préserver une intéressante partie des coutumes tribales de ces nomades, traditionnellement orales, à l'écrit.

## Ascendance
Mohammed ben Daïf est le fils aîné du chef Daïf ben Tayeb (arabe : ضعيف بن طيب), mort dans les rangs des spahis des Arib de la plaine de Hamza, durant la campagne de "pacification" de l'Algérie par les troupes de Thomas Bugeaud, gouverneur général de l’Algérie depuis 1840 face à l'émir Abdelkader. Il est aussi le petit-fils du cheikh Tayeb ben Thabet (arabe : الطيب بن ثابت), qui a participé et a survécu en 1831 à la bataille d'Er-Rich contre le beylik du Titteri. Il est également l'arrière-petit-fils du chef Thabet (arabe : ثابت), mort en 1809 à la bataille de Sour El Ghozlane face à Mohammed Bou Kabous, le bey d'Oran, connu pour être entré en révolte contre le Dey d'Alger qui fut torturé, décapité et surnommé le bey écorché.

## Personnalités reposant à Sidi Mohammed Ben ed Dif
- Sidi Mohammed Ben Daïf, walīy Allāh (première chambre funéraire du mausolée).
- Mesrani Kessouri, beau-frère de Lakhdar Daïfi et cheikh (deuxième chambre funéraire du mausolée).
- Lakhdar Daïfi, fils aîné du précédent, khodja (cimetière).
- Mohammed Daïfi, fils aîné du précédent, chahid (cimetière).
- Benyahia Daïfi, fils aîné du précédent, Moudjahid (cimetière).